# 봄망초 필 무렵
〈봄망초 필 무렵〉(일본어: ハルジオンが咲く頃 하루지온가사쿠코로[*])은 노기자카46의 14번째 싱글이다.

## 개요

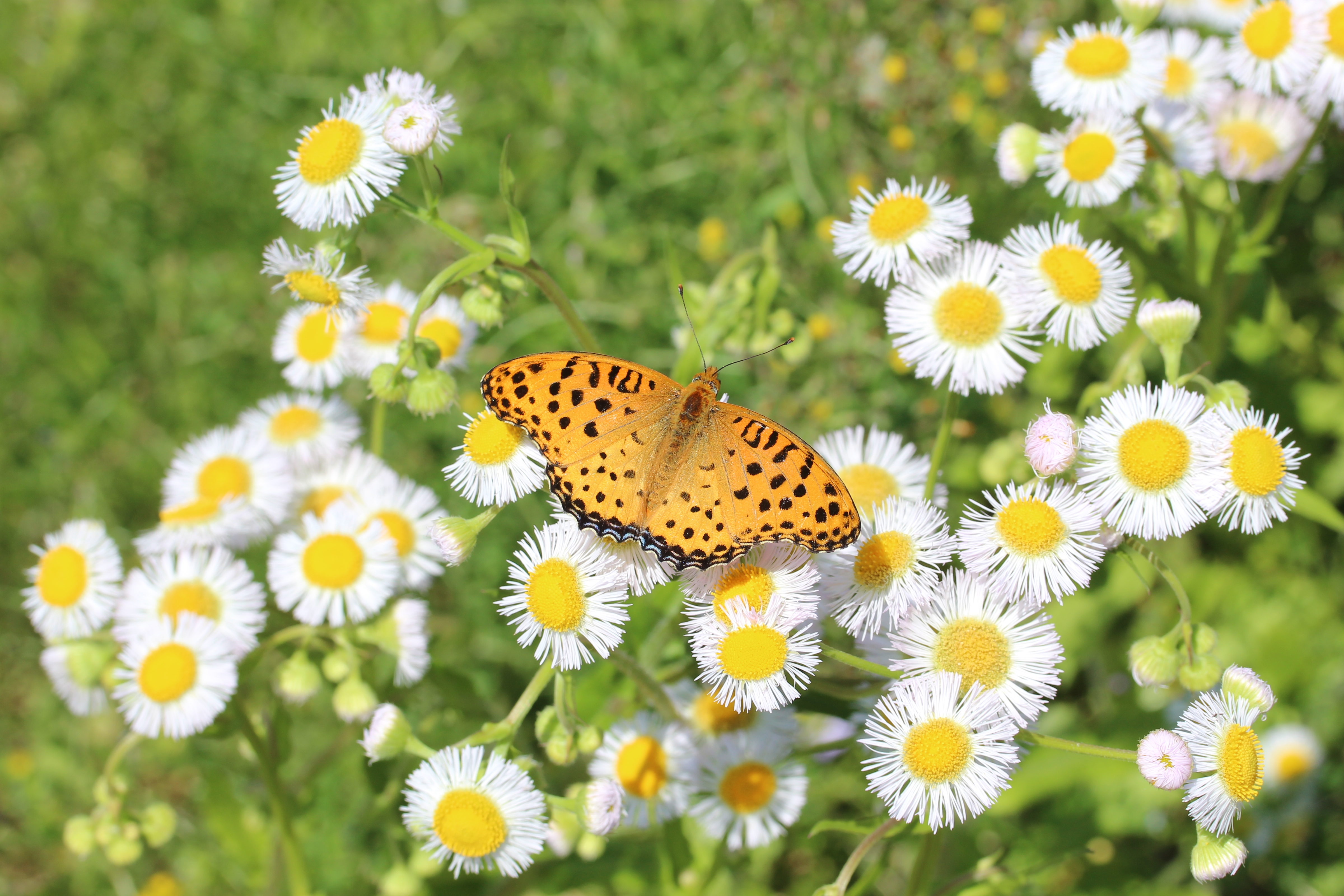
흰 꽃을 피우는 귀화식물 하루지온 (개화 시기는 4월 ~ 6월)

전작 〈지금, 말하고 싶은 누군가가 있어〉로부터 약 5개월 만의 싱글이다.

## 수록곡

### Type-A
자켓 사진 (표지):후카가와 마이
CD
1. ハルジオンが咲く頃 / 봄망초 필 무렵
(작사: 아키모토 야스시 / 작곡: Akira Sunset, APAZZI)
2. 遙かなるブータン / 머나먼 부탄
(작사: 아키모토 야스시 / 작곡: 츠키다 타다시 / 편곡: ha-j)
3. 強がる蕾 / 강한 체하는 꽃봉오리
(작사: 아키모토 야스시 / 작곡: 오오누키 카즈노리, 카와하라 레오, 타카기 류이치 / 편곡: Carlos K.)
4. ハルジオンが咲く頃 off vocal ver.
5. 遙かなるブータン off vocal ver.
6. 強がる蕾 off vocal ver.

DVD
1. ハルジオンが咲く頃 Music Video
2. 強がる蕾 Music Video
3. 深川麻衣ドキュメンタリー～永遠はないから～

### Type-B
자켓 사진 (표지):니시노 나나세·하시모토 나나미·시라이시 마이·이쿠타 에리카
CD
1. ハルジオンが咲く頃 / 봄망초 필 무렵
2. 遙かなるブータン / 머나먼 부탄
3. 急斜面 / 급사면
(작사: 아키모토 야스시 / 작곡: FURUTA, Yasutaka Ishio / 편곡: 시게나가 료스케)
4. ハルジオンが咲く頃 off vocal ver.
5. 遙かなるブータン off vocal ver.
6. 急斜面 off vocal ver.

DVD
1. ハルジオンが咲く頃 Music Video
2. 急斜面 Music Video
3. 아키모토 마나츠
4. 이토 카린
5. 이토 쥰나
6. 키타노 히나코
7. 사이토 아스카
8. 사가라 이오리
9. 사쿠라이 레이카
10. 신우치 마이
11. 타카야마 카즈미
12. 나카모토 히메카
13. 니시노 나나세
14. 노죠 아미

### Type-C
자켓 사진 (표지):타카야마 카즈미·마츠무라 사유리·이코마 리나·에토 미사·아키모토 마나츠·호리 미오나
CD
1. ハルジオンが咲く頃 / 봄망초 필 무렵
2. 遙かなるブータン / 머나먼 부탄
3. 釣り堀 / 유료 낚시터
(작사: 아키모토 야스시 / 작곡: Bush-I / 편곡: APAZZI)
4. ハルジオンが咲く頃 off vocal ver.
5. 遙かなるブータン off vocal ver.
6. 釣り堀 off vocal ver.

DVD
1. ハルジオンが咲く頃 Music Video
2. 釣り堀 Music Video
3. 이쿠타 에리카
4. 이코마 리나
5. 이토 마리카
6. 이노우에 사유리
7. 에토 미사
8. 카와고 히나
9. 사이토 유리
10. 사사키 코토코
11. 시라이시 마이
12. 테라다 란제
13. 야마자키 레나
14. 와타나베 미리아

### Type-D
자켓 사진 (표지):이토 마리카·이노우에 사유리·호시노 미나미·사이토 아스카·사쿠라이 레이카·와카츠키 유미
CD
1. ハルジオンが咲く頃 / 봄망초 필 무렵
2. 遙かなるブータン / 머나먼 부탄
3. 不等号 / 부등호
(작사: 아키모토 야스시 / 작곡·편곡: 후쿠다 타카시)
4. ハルジオンが咲く頃 off vocal ver.
5. 遙かなるブータン off vocal ver.
6. 不等号 off vocal ver.

DVD
1. ハルジオンが咲く頃 Music Video
2. 不等号 Music Video
3. 카와무라 마히로
4. 사이토 치하루
5. 스즈키 아야네
6. 나카다 카나
7. 하시모토 나나미
8. 히구치 히나
9. 후카가와 마이
10. 호시노 미나미
11. 호리 미오나
12. 마츠무라 사유리
13. 와카츠키 유미
14. 와다 마야

### 통상반
자켓 사진 (표지):〈봄망초 필 무렵〉 선발 멤버
CD
1. ハルジオンが咲く頃 / 봄망초 필 무렵
2. 遙かなるブータン / 머나먼 부탄
3. 憂鬱と風船ガム / 우울과 풍선껌
(작사: 아키모토 야스시 / 작곡: HIROTOMO, Dr.Lilcom / 편곡: APAZZI)
4. ハルジオンが咲く頃 off vocal ver.
5. 遙かなるブータン off vocal ver.
6. 憂鬱と風船ガム off vocal ver.

## 선발 멤버

### 봄망초 필 무렵
(센터:후카가와 마이)
- 1열: 하시모토 나나미, 니시노 나나세, 후카가와 마이, 시라이시 마이, 이쿠타 에리카
- 2열: 사이토 아스카, 타카야마 카즈미, 에토 미사, 아키모토 마나츠, 호시노 미나미
- 3열: 사쿠라이 레이카, 와카츠키 유미, 마츠무라 사유리, 이코마 리나, 이토 마리카, 이노우에 사유리, 호리 미오나

### 머나먼 부탄
- 이쿠타 에리카, 이토 마리카, 에토 미사, 사이토 아스카, 호리 미오나, 와카츠키 유미

### 강한 체하는 꽃봉오리
- 후카가와 마이

### 급사면
- 시라이시 마이, 하시모토 나나미, 마츠무라 사유리

### 유료 낚시터
- 니시노 나나세

### 부등호
- 이토 카린, 이토 쥰나, 카와고 히나, 카와무라 마히로, 키타노 히나코, 사이토 치하루, 사이토 유리, 사가라 이오리, 사사키 코토코, 신우치 마이, 스즈키 아야네, 테라다 란제, 나카다 카나, 나카모토 히메카, 노죠 아미, 히구치 히나, 야마자키 레나, 와타나베 미리아, 와다 마야

### 우울과 풍선껌
- 아키모토 마나츠, 이코마 리나, 이노우에 사유리, 사쿠라이 레이카, 타카야마 카즈미, 호시노 미나미